# Gammapolis (angol)
A Gammapolis az Omega 1979-ben megjelent azonos című albumának angol nyelvű változata.

## Kiadásai
- 1979 LP
- 1987 CD
- 2002 Gammapolisz – Gammapolis – a magyar változattal közös felújított kiadás, az Antológia vol. 3. – Space-rock albumok 1975-1980 CD-box részeként és önállóan is megjelent, helyhiány miatt a Start-Gammapolis és a Return of the Outcast lemaradt.
- 2015 The Spacey Seventies CD – válogatás, négy dalt tartalmaz az albumról (az Antológia anyagából kimaradt Gammapolis I, valamint a Gammapolis II, Silver Rain, Lady of The Summernight). A Decades CD-box részeként és önállóan is megjelent.

### Kapcsolódó kislemez
- Rush Hour / Lady of the Summer Night SP, 1978

## Dalok
1. Dawn in the City (Hajnal a város felett)
2. Lady of the Summer Night (Nyári éjek asszonya)
3. Rush Hour (Őrültek órája)
4. Return of the Outcast (A száműzött)
5. Start
6. Gammapolis (Gammapolis I.)
7. Man without a Face (Arc nélküli ember)
8. Silver Rain (Ezüst eső)
9. Gammapolis II.

Zeneszerző: Omega 

Szövegíró: Várszegi Gábor

## Az együttes tagjai
- Benkő László – billentyűs hangszerek
- Debreczeni Ferenc – dob, ütőhangszerek
- Kóbor János – ének, vokál
- Mihály Tamás – basszusgitár
- Molnár György – gitár